# Fontaine-Notre-Dame (Aisne)
Fontaine-Notre-Dame é uma comuna francesa na região administrativa de Altos da França, no departamento de Aisne. Estende-se por uma área de 11,9 km². Em 2010 a comuna tinha 388 habitantes (densidade: 32,6 hab./km²).